# NGC 639
NGC 639 é uma galáxia espiral (Sa) localizada na direcção da constelação de Sculptor. Possui uma declinação de -29° 55' 30" e uma ascensão recta de 1 horas, 38 minutos e 59,1 segundos.
A galáxia NGC 639 foi descoberta em 27 de Setembro de 1834 por John Herschel.